# OECD
Organisation for Economic Co-operation and Development (OECD; fransk: Organisation de Coopération et de Développement Économiques, OCDE; på dansk Organisationen for økonomisk samarbejde og udvikling) er en mellemstatslig økonomisk organisation med 38 medlemslande, der i 1961 blev grundlagt for at stimulere økonomisk udvikling og verdenshandel. Det er et forum af lande, der beskriver dem selv som forpligtede til demokrati og markedsøkonomi, hvilket giver en platform til at sammenligne politiske erfaringer, søge svar på fælles problemer, identificere god praksis og koordinere sine medlemmers nationale og internationale politikker. OECD medlemmer er generelt højindkomstlande med en meget høj Human Development Index (HDI) og bliver anset som værende i-lande. I 2017 udgjorde OECD medlemslandene tilsammen 62,2% af det global nominelle BNP (49,6 billioner US$) og 42,8% af det globale BNP (54,2 billioner Int$) korrigeret for købekraft. OECD er en officiel FN-observatør.
I 1948 opstod OECD som Organisationen for Europæisk Økonomisk Samarbejde (OEØS) (på engelsk: Organisation for European Economic Co-operation (OEEC)), under ledelse af Robert Marjolin fra Frankrig, for at hjælpe med at administrere Marshallhjælpen (der blev afslået af Sovjetunionen og dets satellitstater). Dette ville blive opnået ved at allokere økonomisk støtte fra USA og implementere økonomiske programmer til genopbygning af Europa efter Anden Verdenskrig.
I 1961 blev OEEC blev reformeret til Organisationen for Økonomisk Samarbejde og Udvikling (OECD), og medlemskabet blev udvidet til ikke-europæiske stater. OECDs hovedsæde er ved Château de la Muette i Paris, Frankrig. OECD finansieres med bidrag fra medlemstater til varierende rater og havde i 2019 et samlet budget på 386 millioner euro.
Selvom OECD ikke har beføjelser til at håndhæve dets beslutninger, der yderligere kræver en enstemmig afstemning fra dets medlemmer, anerkendes det som en meget indflydelsesrig udgiver af hovedsageligt økonomiske data gennem publikationer samt årlige evalueringer og rangeringer af medlemslandene.

## Medlemmer

### Stiftende medlemmer (1961)
1. Belgien
2. Canada
3. Danmark
4. Frankrig
5. Grækenland
6. Irland
7. Island
8. Italien
9. Luxembourg
10. Nederlandene
11. Norge
12. Portugal
13. Schweiz
14. Spanien
15. Storbritannien
16. Sverige
17. Tyrkiet
18. Vesttyskland
19. USA
20. Østrig

### Lande, som blev medlemmer senere
Optagelsesåret i parentes
1. Australien (1971)
2. Chile (2010)
3. Colombia (2020)
4. Costa Rica (2021)
5. Estland (2010)
6. Finland (1969)
7. Israel (2010)
8. Japan (1964)
9. Letland (2016)
10. Litauen (2018)
11. Mexico (1994)
12. New Zealand (1973)
13. Polen (1996)
14. Slovakiet (2000)
15. Slovenien (2010)
16. Sydkorea (1996)
17. Tjekkiet (1995)
18. Ungarn (1996)

### Forhandler om medlemskab
1. Argentina siden 2022[14]
2. Brasilien siden 2022[14]
3. Bulgarien siden 2022[14]
4. Kroatien siden 2022[14]
5. Indonesien siden 2024[15]
6. Peru siden 2022[14]
7. Rumænien siden 2022[14]

### Ansøgere
- Malta ansøgte i 2007[16]
- Ukraine ansøgte i 2022[17]

### Har vist interesse
- Kazakhstan[18]
- Thailand[19]

### Generalsekretær
- 1948–1955:  Robert Marjolin
- 1955–1960:  René Sergent
- 1960–1969:  Thorkil Kristensen
- 1969–1984:  Emiel van Lennep
- 1984–1994:  Jean-Claude Paye
- 1994:  Staffan Sohlman
- 1994–1996:  Jean-Claude Paye
- 1996–2006:  Don Johnston
- 2006–2021 :  José Ángel Gurría
- 2021-:  Mathias Cormann